# Futebolista sul-americano do ano 1974
O premio de jogador sul-americano do ano, foi atribuído a partir do ano de 1971 Até 1992
pelo jornal venezuelano "El Mundo". Este premio foi aberto para qualquer jogador sul-americano e foi reconhecído como oficial até o ano de 1985, sendo substituído posteriormente pelo jornal uruguaio, "El País", que recebeu status de oficial em 1986, passando a nomear, o "Rei de futebol da América", Elegendo somente jogadores sul-americanos e de clubes da América do Sul.

## Melhores jogadores do ano
Escolhidos Pelo diário venezuelano "El Mundo", por escritores de futebol da America do Sul. Qualquer jogador sul-americano era  elegível, não importando qual país ou continente ele jogasse.

Top 10
Vencedores
```
 1. Elías FIGUEROA                      Chile         
 Internacional-RS (Bra)

 2. Francisco MARINHO das Chagas        Brazil        
 Botafogo (Bra)

 3. Carlos BABINGTON                    Argentina     
 Wattenscheid 09 (FRG)
```

```
 4. LUIS Edmundo PEREIRA                Brazil        
 Palmeiras (Bra)

 5. Edson Arantes do Nascimento "PELÉ"  Brazil        
 Santos (Bra)

 6. Ricardo BOCHINI                     Argentina     
 Independiente (Arg)

    Fernando MORENA                     Uruguai       
 Peñarol (Uru)

 8. René HOUSEMAN                       Argentina     
 Huracán (Arg)

 9. Carlos CASZELY                      Chile         
 Levante (Spa)

 10.Roberto RIVELINO                    Brazil        
 Fluminense (Bra)
```